# Jakob Martin

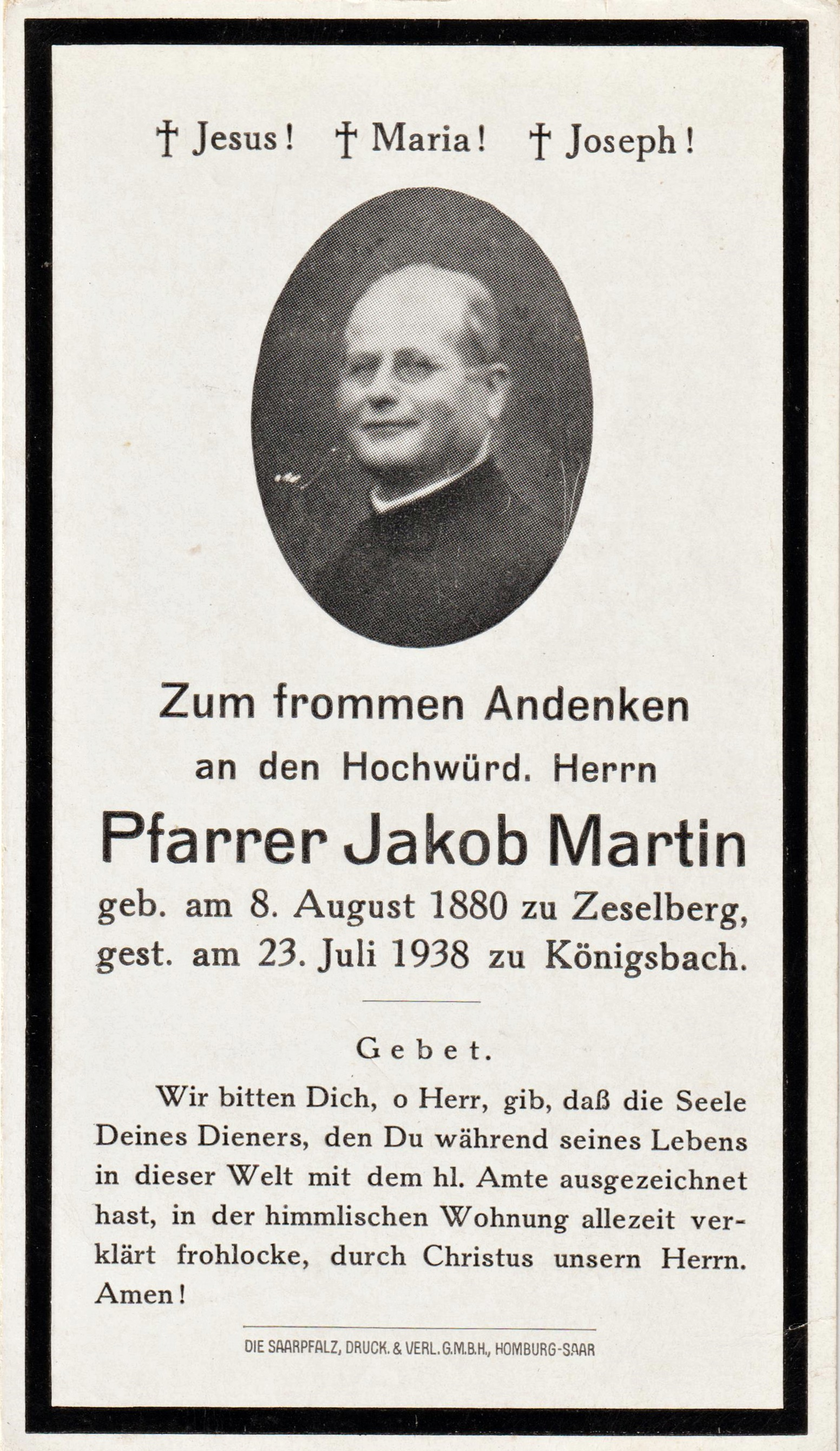
Sterbebildchen Pfarrer Jakob Martin

Jakob Martin (* 8. August 1880 in Zeselberg; † 23. Juli 1938 in Königsbach an der Weinstraße) war ein deutscher katholischer Priester. Als Ortspfarrer der pfälzischen Winzergemeinde Königsbach (heute Ortsteil von Neustadt an der Weinstraße, Land Rheinland-Pfalz) wurde er 1933 bei einem nächtlichen Überfall auf das Pfarrhaus durch ein nationalsozialistisches Rollkommando lebensgefährlich verletzt. Fünf Jahre danach starb er, nachdem er seine volle Gesundheit nicht wieder erlangt hatte.
Der Überfall auf Martin wurde einen Monat später beim Abschluss des Reichskonkordats zwischen dem Heiligen Stuhl und dem Deutschen Reich erwähnt. 2019, mehr als acht Jahrzehnte nach dem Tod des Priesters, wurde nach ihm der Pfr.-Jakob-Martin-Platz vor der Königsbacher Kirche benannt.

## Werdegang
Der von der südwestpfälzischen Sickinger Höhe stammende Martin wurde nach dem Studium der Theologie am 14. August 1904 im Dom zu Speyer zum Priester geweiht. Als Kaplan wirkte er in Waldsee, Herxheim und Lambrecht. 1907 wurde er Ortspfarrer von Schweix, 1917 von Bundenthal. 1930 setzte der Bischof von Speyer, Ludwig Sebastian (1862–1943, Amtszeit 1917–1943), den 50-Jährigen als Ortspfarrer von Königsbach ein. Dort wohnte er im historischen Pfarrhaus, dessen Portal mit der Jahreszahl 1618 bezeichnet ist. Seine beiden leiblichen Schwestern führten ihm den Haushalt.
Die Gottesdienste hielt Martin in der katholischen Pfarrkirche, deren Saalbau neben dem überkommenen spätgotischen Turm in der Mitte des 18. Jahrhunderts in spätbarockem Stil errichtet wurde und bis heute der einzige Kirchenbau des Dorfes ist.

## Politische Betätigung und Bedrohung

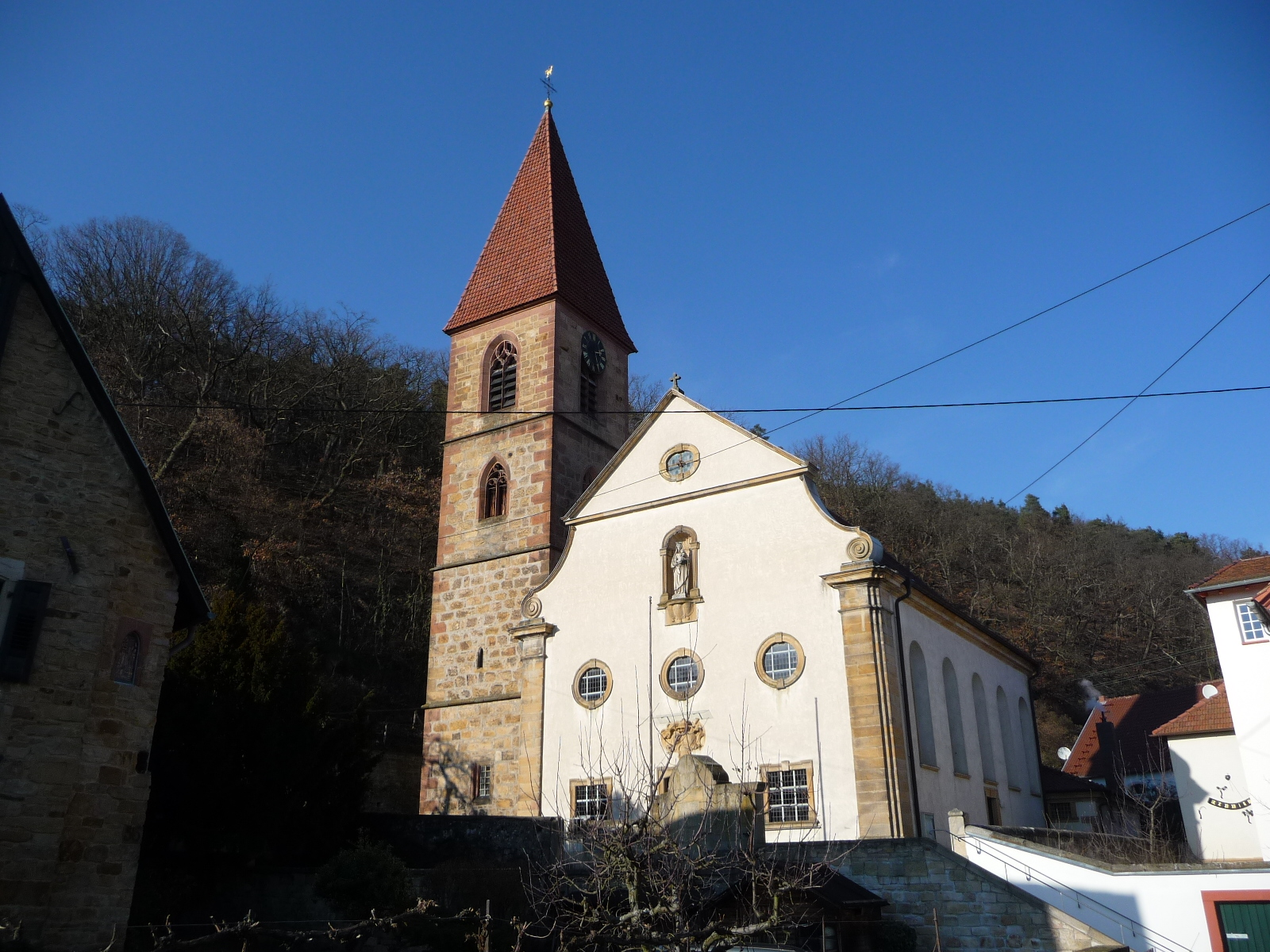
Pfarrkirche Königsbach

In der Zeit der Weimarer Republik, die am 30. Januar 1933 mit Adolf Hitlers Machtergreifung zu Ende ging, war Martin Mitglied des Kreisvorstands der Bayerischen Volkspartei. In seinen Predigten hatte er immer wieder vor den Nationalsozialisten gewarnt. Aus diesem Grund erschienen in den Wochen vor der Reichstagswahl vom 5. März 1933 in der bereits gelenkten Presse dreimal Artikel, in denen der Pfarrer verunglimpft wurde. Trotzdem folgten die überwiegend katholischen Königsbacher seinen Wahlempfehlungen, so dass im Ort die Bayerische Volkspartei und das Zentrum zusammen eine Dreiviertelmehrheit erzielten.
Wegen des Wahlergebnisses wurde Martin von den Nationalsozialisten persönlich bedroht. Es wurde ihm hinterbracht, er sei „der Erste, den die Nationalsozialisten an die Wand stellen“ würden. Darum floh er für zwei Wochen ins Saargebiet, das damals noch infolge des Ersten Weltkriegs unter Völkerbund-Verwaltung stand, und entzog sich so dem Zugriff der Machthaber. Eine telegraphische Garantie der pfälzischen SA-Führung, dass er keine Verhaftung zu befürchten habe, veranlasste ihn, am 23. März 1933 in seine Pfarrei zurückzukehren.

## Verhaftung, Misshandlung und „Schutzhaft“

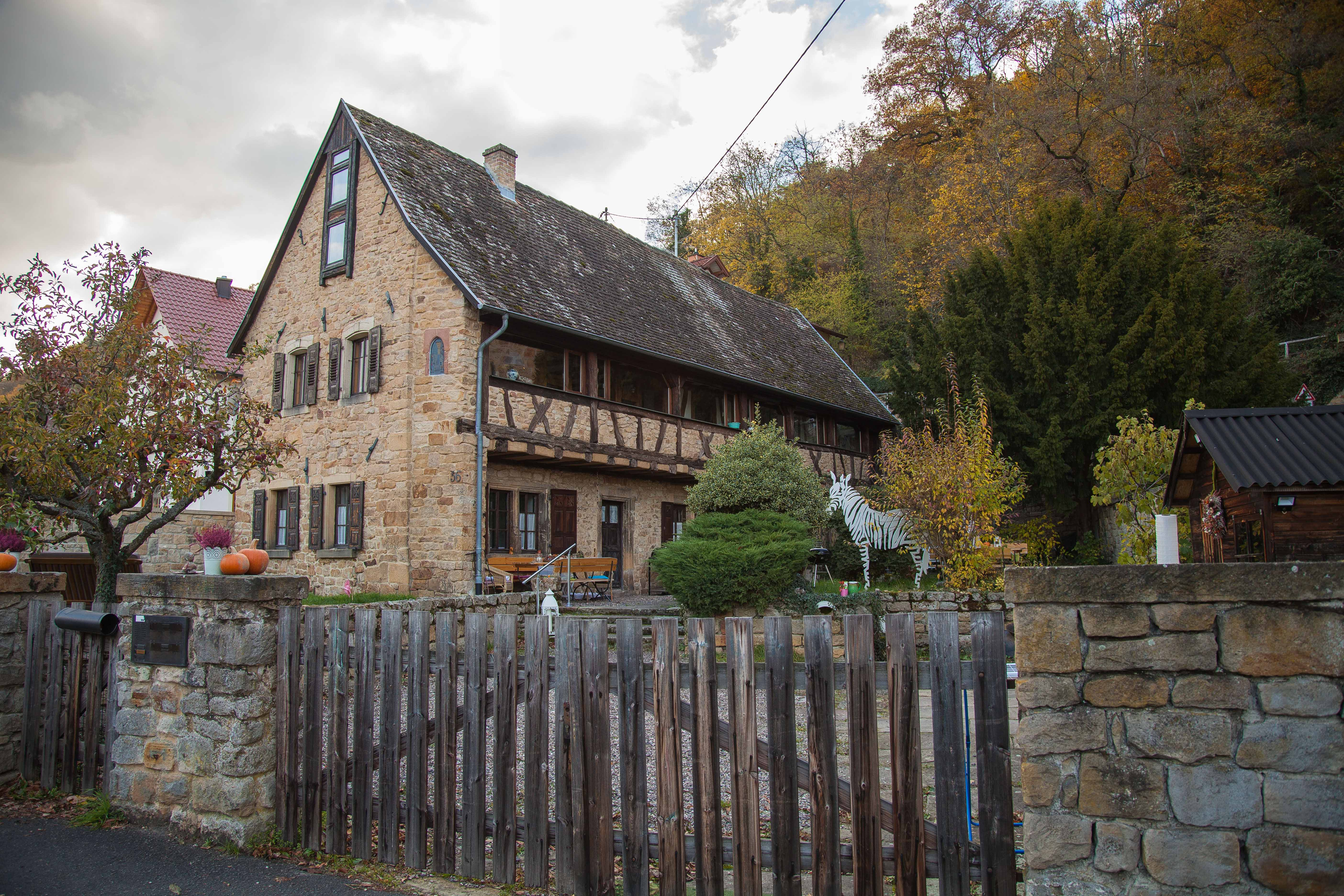
Pfarrhaus Königsbach

Trotz der obrigkeitlichen Zusicherung stürmte am Abend des 23. Juni 1933 kurz vor 22 Uhr ein Nazi-Rollkommando aus SA- und SS-Leuten das Königsbacher Pfarrhaus. Die Bewaffneten stammten aus Neustadt und dessen heutigen Ortsteilen Gimmeldingen und Mußbach. Sie waren mit einem Lkw gekommen, den sie am Ortsrand abgestellt hatten, damit das Vorhaben gegen den Pfarrer, der in der Bevölkerung großen Rückhalt besaß, nicht vorzeitig auffiel. Am Pfarrhaus warfen sie Fensterscheiben ein und verschafften sich Eintritt, indem sie zwei Türen aufbrachen. Dem Pfarrer wurde die Festnahme zum Zweck der „Schutzhaft“ erklärt, dann wurde er zum Dorf hinaus zu dem Lkw geführt. Einwohner, die ihren Seelsorger verteidigen wollten, wurden mit Schusswaffen und Schlagstöcken bedroht.
Außerhalb des Dorfes wurde Martin mit Schlägen und Fußtritten brutal misshandelt, ehe man ihn auf die Ladefläche des Lkw schaffte. Nach dem Ende des Zweiten Weltkriegs, mehr als zehn Jahre nach der Tat, erklärte einer der Täter in einem Prozess wegen Verbrechens gegen die Menschlichkeit, der Pfarrer sei „nicht in menschenwürdiger Weise“ auf den Lkw verbracht worden, „sondern etwa so, wie man ein Stück Vieh hinauftransportiert“. Der Lkw mit dem Verhafteten und seinen zugestiegenen Peinigern fuhr nach Neustadt, das 5 km von Königsbach entfernt ist. Während eines Zwischenstopps bei der Neustadter Gauleitung, die im „Braunen Haus“ (Wiesenstr. 58) residierte, wurde Martin noch einmal schwer zusammengeschlagen.
Bei seiner Einlieferung ins nahegelegene städtische Gefängnis wies der Verhaftete erhebliche Verletzungen auf und blutete am ganzen Körper. Der Gefängnisverwalter ließ ihn deshalb noch in der Nacht ärztlich versorgen. In dem vorerwähnten Prozess bezeugte der Bezirksarzt, der die nächtliche Notfallbehandlung durchgeführt hatte, Martin habe „fürchterlich ausgesehen“ und sei „von oben bis unten mit Blut bedeckt“ gewesen.

## Freilassung und Versuch der Mundtotmachung

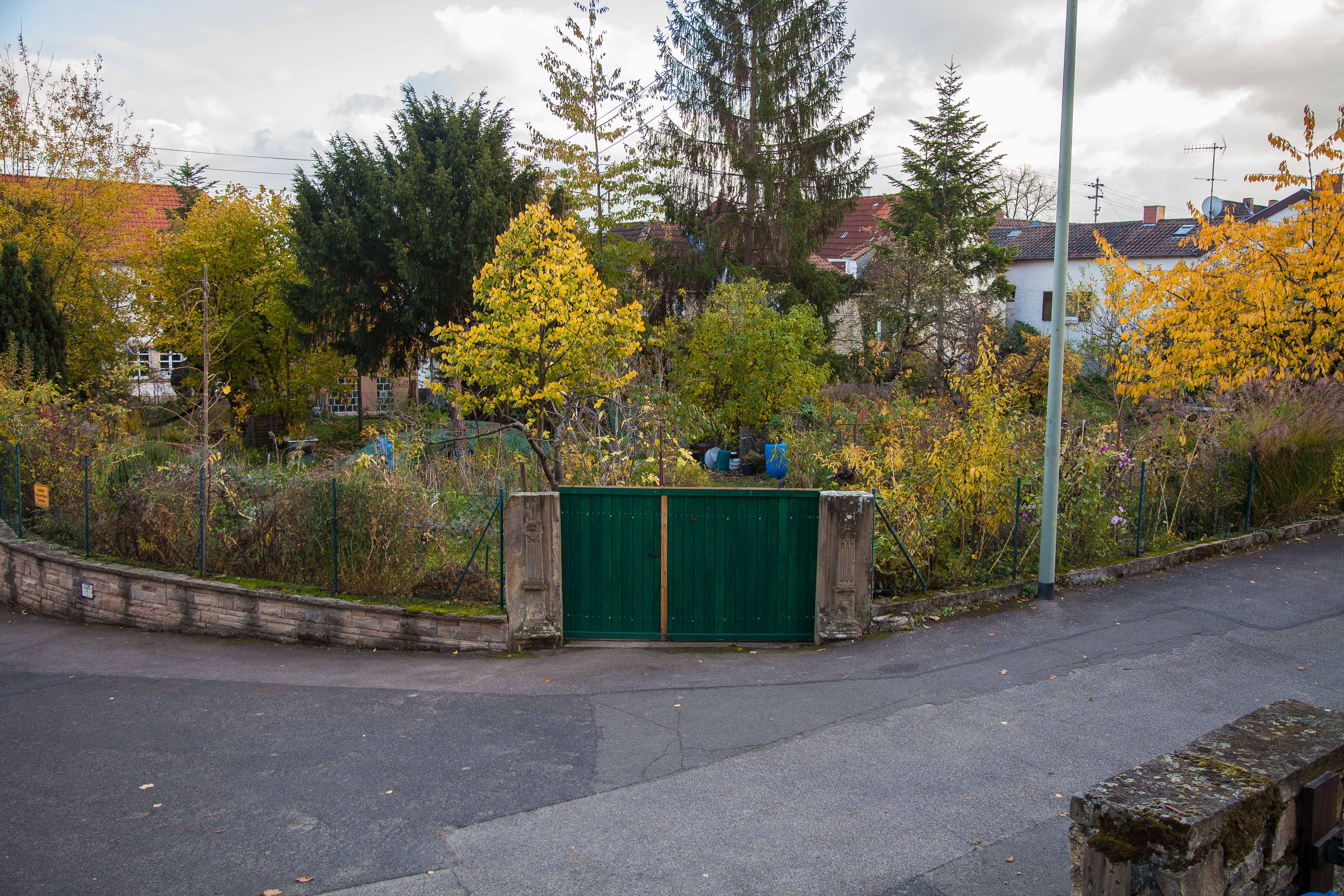
Ehemaliger Pfarrgarten

Drei Tage später, am 26. Juni 1933, wurde der von seinen Verletzungen noch schwer gezeichnete Pfarrer freigelassen, nachdem er sich schriftlich hatte verpflichten müssen, die Regierung Hitler künftig nicht mehr zu kritisieren. Außerdem verbot ihm der für den Bereich Neustadt zuständige SA-Sonderbeauftragte, sich vor Heilung seiner Wunden in der Öffentlichkeit zu zeigen oder Besuch zu empfangen. Zwecks Kontrolle der Anweisung stand sogar eine Zeitlang ein Wachposten vor dem Pfarrhaus. Diesen täuschte Martin, indem er Besucher im Pfarrgarten empfing, der einen vom Wachposten nicht einsehbaren Eingang hatte. Ansonsten gehorchte er Bischof Sebastian, der ihm vorgab, sich in politischen Dingen zurückzuhalten. Aus Martins schriftlichen Aufzeichnungen, die im Bistumsarchiv Speyer verwahrt werden, gehen indessen seine Gedanken hervor:

„Justitia wurde die Augenbinde abgenommen, und der Veritas wurde sie angelegt! … Recht ist, was dem Staate nützt; Unrecht ist, was dem Staate schadet!“

Bei der Volksabstimmung vom 19. August 1934 ließ Hitler sich nachträglich die Vereinigung der Ämter des Reichspräsidenten und des Reichskanzlers in seiner Person bestätigen. Martin dokumentierte, wie in Königsbach das Wahlergebnis manipuliert wurde: Aus Sicht der Machthaber hatte es zu viele Neinstimmen gegeben, deshalb ordneten sie einen Teil der missliebigen Wahlzettel den Jastimmen zu. Der Pfarrer kommentierte in seinen Aufzeichnungen:

„Selbstverständlich wurde ein Widerspruch dagegen nicht erhoben! Denn im Konzentrationslager ist man bald!“

## Reichskonkordat und Auslandspresse
Die Kunde vom Überfall auf den Priester gelangte sogar in den Vatikan. Beim Abschluss des Reichskonkordats am 20. Juli 1933, einen Monat nach dem Königsbacher Ereignis, thematisierte der Vertreter des Heiligen Stuhls, Eugenio Pacelli, der spätere Papst Pius XII., das Ereignis. Auch die Auslandspresse nahm sich des Falles an. In den Publikationen war allerdings infolge einer Fehlinformation die Rede davon, der misshandelte Pfarrer liege im Krankenhaus und habe die Sterbesakramente empfangen. Infolgedessen bemühte sich die deutsche Staatsmacht, den Vorfall herunterzuspielen und die brutale Misshandlung vor der Öffentlichkeit geheim zu halten.

## Früher Tod und späte Ehrung

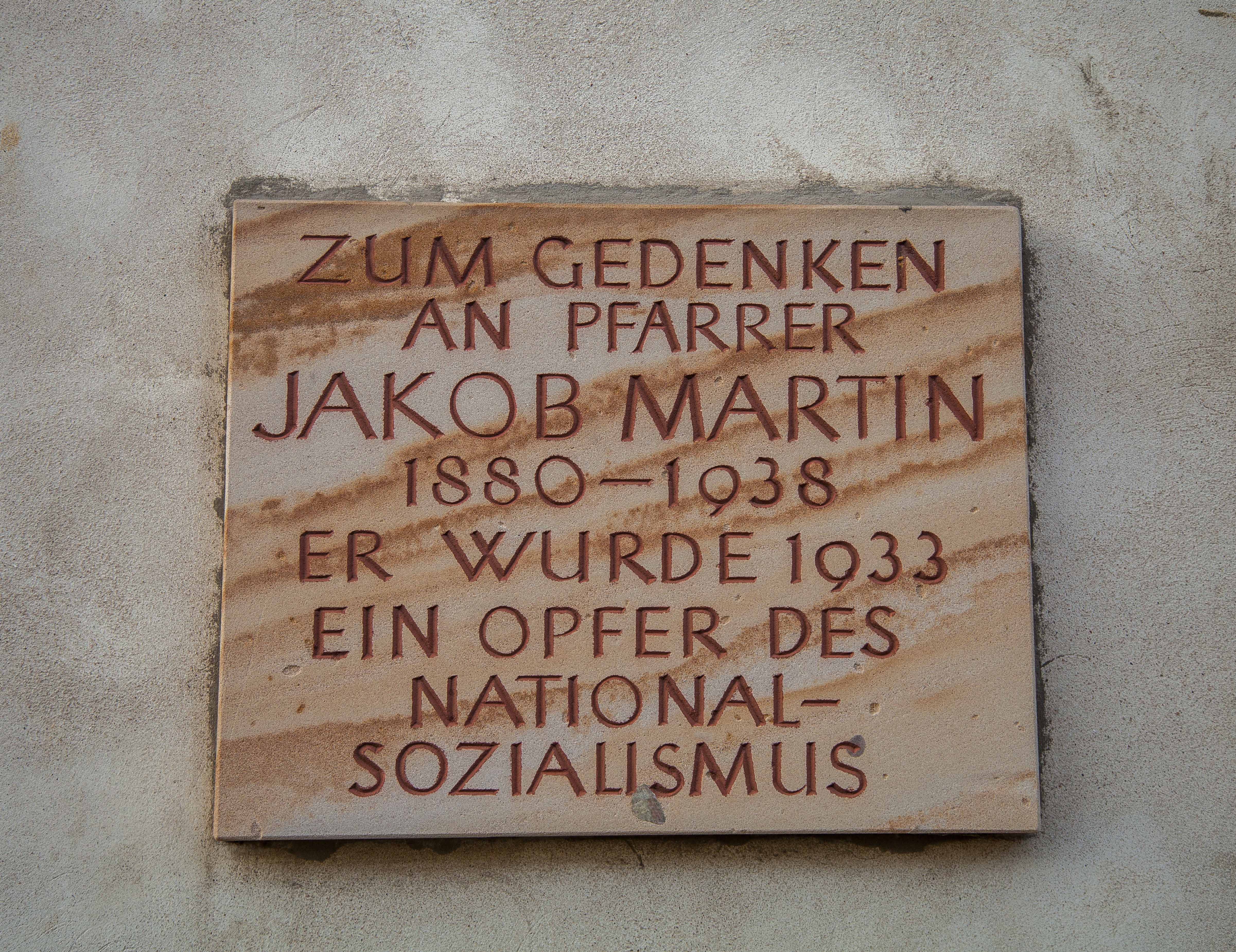
Gedenktafel an der katholischen Pfarrkirche in Königsbach

Zwei Jahre nach dem Überfall, 1935, traten bei Martin immer stärkere gesundheitliche Beeinträchtigungen auf, weswegen er phasenweise seinen Beruf nicht mehr ausüben konnte. Am 23. Juli 1938 starb er schließlich. Trotz des in Deutschland herrschenden totalitären Regimes formulierte die Bistumszeitung im Nachruf:

„Wo Pfarrer Martin auch wirkte, immer und überall, wenn Zeitströmungen und Irrlehren gleich Nebeln die Geister zu verwirren suchten, da war sein Blick und sein Urteil wie die Luft seiner Heimat, gesund und klar, mitunter auch scharf. Dabei scheute er als Kaplan wie als Pfarrer keine Arbeit und Mühe, um sich einzusetzen für Gottes ewige Wahrheit und das Heil der Seelen.“

Diese mutigen Worte schwächte das Bistum zwei Jahre danach durch einen Zusatz ab. Es umschrieb im jährlich erscheinenden Pilger-Kalender die Nazi-Gewalttat als einen „schweren Unfall“, dessen Spätfolgen Martin erlegen sei:

„Seit einem schweren Unfall, den er vor Jahren erlitt, war er aber mehrmals schwer erkrankt.“

Das Grab des Pfarrers auf dem Königsbacher Friedhof ist bis heute erhalten. Am 24. August 2019, 81 Jahre nach dem Tod, würdigte ihn das Bistum Speyer als einen „entschiedenen Gegner des Nationalsozialismus“ und benannte den Platz an der Königsbacher Pfarrkirche Pfr.-Jakob-Martin-Platz.